# The Christmas Song (崎谷健次郎のアルバム)
『The Christmas Song』（ザ・クリスマス・ソング）は、崎谷健次郎の通算3枚目のカバー・アルバム。2011年11月16日に発売。

## 解説

### 作品構成
本作は、崎谷健次郎プロデュースによる自身初のメジャーレーベルでのカバー・アルバム。これに先行して、1994年、2002年、2003年の発表曲に新作品を加えて再構成したカバー・アルバム『Christmas Day 〜Deluxe edition〜』を2010年に崎谷が制作・発表しており、さらに新たに収録曲を加えた拡大盤。
『Christmas Day 〜Deluxe edition〜』を発表した直後の2011年3月に発生した東日本大震災や9月の台風災害を受けて、「クリスマスは楽しいものにしたい。そのお手伝いになればと制作し」たという動機を明らかにしている。

### 楽曲
- Winter Wonderland

今作初収録曲。アメリカのヴァイオリニスト、リチャード・ヒンバーの1934年収録作品。
- Silent Night

2002年12月発表のファンクラブ限定盤からの再録。公式メールマガジンでは、「（2002復刻リミックス、リマスタリングver）」と紹介されている。
- We Wish You A Merry Christmas

2002年12月発表のファンクラブ限定盤からの再録。公式メールマガジンでは、「（2002復刻リミックス、リマスタリングver）」と紹介されている。
- O Christmas Tree〜もみの木〜

2003年12月発表のファンクラブ限定盤からの再録。公式メールマガジンでは、「（2003復刻リミックス、リマスタリングver）」と紹介されている。
- Auld Lang Syne 〜蛍の光〜

今作初収録曲。原曲はスコットランド民謡 ・「オールド・ラング・サイン」。日本では稲垣千頴作詞の唱歌。
- Ave Maria

2003年12月発表のファンクラブ限定盤からの再録。公式メールマガジンでは、「（2003復刻リミックス、リマスタリングver）」と紹介されている。
- This Christmas

今作初収録曲。アメリカのシンガーソングライター、ダニー・ハサウェイの作品。
- Santa Claus Is Coming To Town 〜サンタが町にやってくる〜

今作初収録曲。アメリカの歌手、ジョージ・ホールが1934年に収録した作品。後にジャクソン5などがカバーしている。日本では神戸孝夫の訳詞で知られ、邦題は「サンタが街にやってくる」。
- Wonderful Christmas Time

今作初収録曲。
- I Saw Mommy Kissing Santa Claus 〜ママがサンタにキスをした〜

今作初収録曲。アメリカの歌手、ジミー・ボイドが1952年に収録した作品。後にジャクソン5などがカバーしている。邦題「ママがサンタにキッスした」（または、「ママがサンタにキスをした」）。
- All I Want For Christmas Is You 〜恋人たちのクリスマス〜

今作初収録曲。アメリカの歌手、マライア・キャリーの1994年発売のアルバム『メリー・クリスマス』収録曲。邦題「恋人たちのクリスマス」。
- Sleigh Bells Melody（Christmas Day〜Jingle Bells〜）

メドレーソング。オリジナル楽曲である「Christmas Day」に、U2、ジョン・レノン、クリスマス讃美歌、クリスマス祝歌、シューベルトの古典からニューミュージックまでの楽曲をカバーしている。
- 誰のために雪は降る

崎谷健次郎17th.シングル収録曲の16年ぶりリメイク。

### 作品制作
- 制作はBARBIZON、発売元はIMPRESSION、販売元はUNIVERSAL MUSIC。
- 2011年11月16日、UNIVERSAL MUSICより発売されている。
- キャッチフレーズは、「ヒーリングクリスマス、X’mas名曲収録盤!アカペラ聖歌、洋楽カバーの数々は揺らぐロウソクのようにロマンティック」[4]。
- 演奏、歌、コーラス・アレンジ、コンピューター・プログラミング、ミキシング・エンジニアは、崎谷健次郎。
- エレクトリック・ギター、アコースティック・ギターは、渡辺格。
- ヴァイオリンは、須磨和声。
- マスタリング・エンジニアは、北城浩志。
- CDジャケットは、パークホテル東京・Bar The Fifteen'sより一望する夕闇迫る東京タワーを背景にシルエットの崎谷が佇んだ写真が採用されている[5]。なお、同じロケーションでライブを開催している。
- アートディレクション、デザインは神戸菜美子。フォトグラフィは、トミノヒロノリ。スタイリストは千田卓司による。

### 作品寸評
- 崎谷は本作発表にあたり「The Christmas Songに寄せて」[6]と題してメッセージを残している。

「2011年は日本にとって受難の年となりました。誰もが明日を信じ頑張った年。そんな年だからこそクリスマスくらいは夢のある、愛を確かめ合える日になりますように、と願いたい。そんなクリスマスに彩りを添えていただけたら、と思い制作したアルバムです。今年の夏4ヶ月間をかけて録音された曲は、多重録音で表現した聖歌。ファンキーでグルービーなサイドもポップに楽しく聴いていただけることと思います。皆さんに優しさに包まれたクリスマスが訪れますよう心よりお祈りいたします。I Wish You a Very Merry Christmas!」
- CDジャーナルによれば、「崎谷健次郎が、･･･シンガーとしてクリスマス・ソングを手がけた。ア・カペラの聖歌や洋楽〜自作までのさまざまなナンバーを、グルーヴ感が横溢する崎谷アレンジでまとめ上げたのがいい。」と評している[7]。

## 収録曲
編曲：崎谷健次郎
1. Winter Wonderland
作詞：D.Smith / 作曲：F.Bernard
2. Silent Night 〜きよしこの夜〜
作詞：Joseph Mohr / 作曲：Gruber Franz
3. We Wish You A Merry Christmas
イギリス・クリスマス祝歌
4. O Christmas Tree 〜もみの木〜
ドイツ・クリスマス祝歌
5. Auld Lang Syne 〜蛍の光〜
作詞：Robert Burns / 作曲：スコットランド民謡
6. Ave Maria
作詞：Sir Walter Scott / 作曲：Franz Peter Schubert
7. This Christmas
作詞・作曲：Donny Hathaway
8. Santa Claus Is Coming To Town 〜サンタが町にやってくる〜
作詞：H.Gillespie / 作曲：J.Fred coots
9. Wonderful Christmas Time
作詞・作曲：Paul McCartney
10. I Saw Mommy Kissing Santa Claus 〜ママがサンタにキスをした〜
作詞・作曲：Tommie Connor
11. All I Want For Christmas Is You 〜恋人たちのクリスマス〜
作詞・作曲：Mariah.Carey・W.Afannasieff
12. Sleigh Bells Melody（Christmas Day〜Jingle Bells〜）
  - 〜Christmas Day〜

作詞・作曲：崎谷健次郎
  - 〜Last Christmas〜

作詞・作曲：George Michael
  - 〜Happy Christmas(War is over)〜

作詞・作曲：John Lennon,Yoko Ono
  - 〜Rudolph The Red-Nose Reindeer〜 ～赤鼻のトナカイ～

作詞・作曲：Johnny Marks
  - 〜Joy To The World〜 ～もろびとこぞりて～

クリスマス讃美歌
  - 〜Jingle Bells〜

作詞・作曲：James Pierpont
  - 〜Christmas Day〜

作詞・作曲：崎谷健次郎
13. 誰のために雪は降る
作詞：秋元康 / 作曲：崎谷健次郎